# Bourbonne-les-Bains
Bourbonne-les-Bains település Franciaországban, Haute-Marne megyében. Lakosainak száma 1969 fő (2022. január 1.). Bourbonne-les-Bains Fresnes-sur-Apance, Laneuvelle, Melay, Montcharvot, Le Châtelet-sur-Meuse, Serqueux, Senaide, Voisey, Coiffy-le-Bas és Coiffy-le-Haut községekkel határos.

## Népesség
A település népességének változása:
| Lakosok száma | 2912 | 3022 | 2764 | 2275 | 2139 | 2118 | 2073 | 1977 | 1971 | 1969 |
|               | 1968 | 1982 | 1990 | 2006 | 2013 | 2015 | 2017 | 2019 | 2020 | 2022 |